# Raudanvesi
Raudanvesi eller Rautavesi är en sjö i Finland. Den ligger i kommunerna Sonkajärvi och Kajana i landskapen Norra Savolax och Kajanaland, i den centrala delen av landet, 400 km norr om huvudstaden Helsingfors. Raudanvesi ligger 158,9 meter över havet. Den är 12,62 meter djup. Arean är 9,08 kvadratkilometer och strandlinjen är 32,06 kilometer lång. Sjön  ingår i Vuoksens huvudavrinningsområde.   I omgivningarna runt Raudanvesi växer i huvudsak blandskog. Den sträcker sig 4,3 kilometer i nord-sydlig riktning, och 5,7 kilometer i öst-västlig riktning.
I övrigt finns följande i Raudanvesi:
- Antinsaari (en ö)
- Koirasaari (en ö)
- Lapinsaari (en ö)
- Huilunsaaret (en ö)
- Lehtosaaret (en ö)